# British Windward Islands
British Windward Islands – brytyjska kolonią istniejąca w latach 1833–1960, leżąca w południowej części Wysp Nawietrznych. Po polsku nazywana była Brytyjskimi Wyspami Zawietrznymi, co było nazewniczą pomyłką (ang. windward oznacza "nawietrzny"), a także Brytyjskimi Wyspami Nawietrznymi.
Składała się z wysp Grenada, Saint Lucia, Saint Vincent, Grenadyny, Barbados (siedziba gubernatora do 1885 roku, kiedy to powróciła do dawnego statusu oddzielnej kolonii) Tobago (do 1889 r., kiedy to dołączyło do Trinidadu), i (od 1940 r.) Dominika. Kolonia znana była  jako Federalna Kolonia Wysp Zawietrznych od 1871 roku do czerwca 1956 roku, a następnie jako Terytorium Wysp Zawietrznych, aż do jej rozwiązania w 1960 roku.

## Historia
Stolicą było miasto Bridgetown a Barbadosie, od 1871 do 1885 roku, a następnie St. George's na Grenadzie. Wyspy nie były pojedynczą kolonią, ale konfederacją oddzielnych kolonii ze wspólnym gubernatorem, podczas gdy każda wyspa zachowała własne instytucje. Poszczególne wyspy nie miały wspólnego prawa ani dochodów. Był jednak wspólny sąd apelacyjny zarówno dla grupy, jak i dla Barbadosu, złożony z głównych sędziów poszczególnych wysp, a także istniał wspólny system kontroli, podczas gdy wyspy zjednoczyły się w utrzymaniu pewnych instytucji użyteczności publicznej. 3 stycznia 1958 British Windward Islands weszły w skład Federacji Indii Zachodnich.